# Hospital Ambroise-Paré

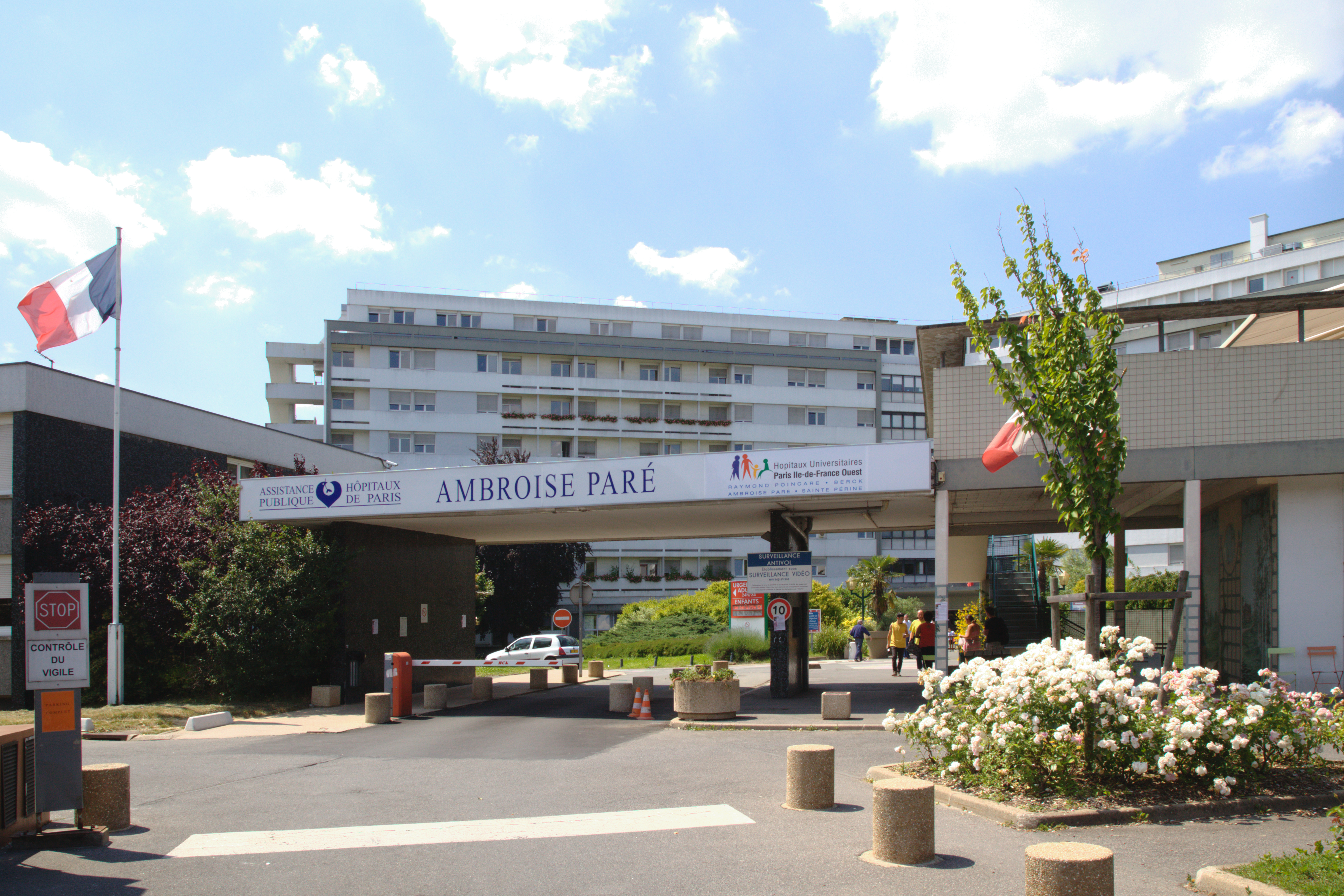
Entrada do Hospital Ambroise-Paré

O  Hospital Ambroise-Paré ou Hospital Ambroise-Paré (Boulogne-Billancourt) (em francês, Hôpital Ambroise-Paré) é um hospital de Boulogne-Billancourt, na França.
Parte do Assistance Publique – Hôpitaux de Paris e um hospital de ensino da Universidade de Versalhes Saint Quentin en Yvelines, é um dos maiores hospitais da Europa.